# Harry Schraemli

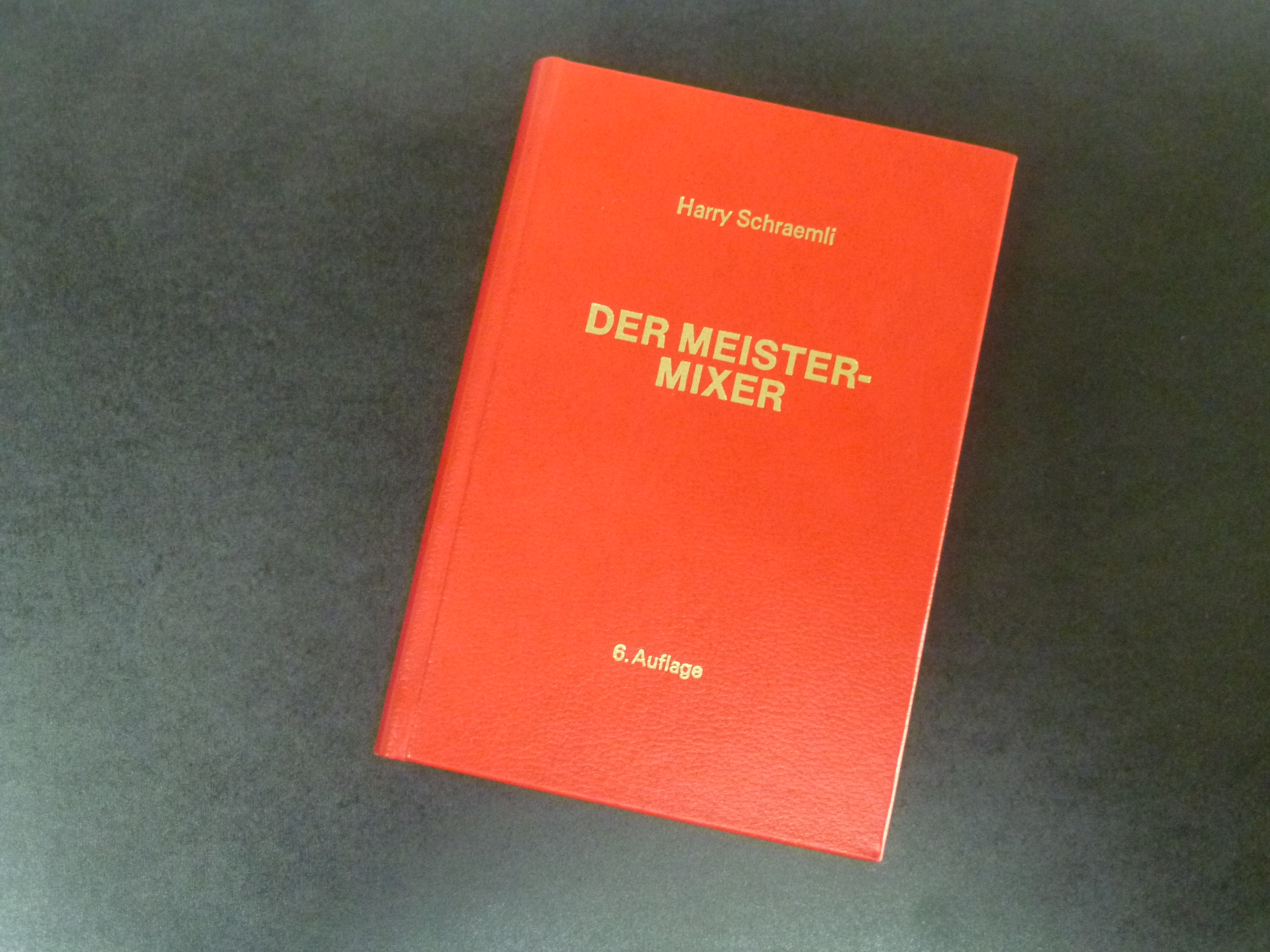
Schraemlis bekanntestes Werk

Johann Heinrich Chira „Harry“ Schraemli-Bühlmann (* 23. März 1904 in Trier; † 31. Mai 1995 in Hergiswil) war ein Schweizer Barkeeper, Lehrer an einer Hotelfachschule und Buchautor. Er gilt als Wegbereiter der Cocktail- und Barkultur in der Schweiz. 

## Leben
Harry Schraemli, geboren als Sohn des Hotelmanagers Harry Jack Schraemli begann 1918 mit 14 Jahren eine Koch- und Kellnerlehre am Reichshof in Trier. Dort lernte er von US-amerikanischen Soldaten die Zubereitung von Cocktails und wurde im Alter von 20 Jahren einer der ersten Barkeeper in der Schweiz. 1927 wurde er jüngster Maître d’hôtel der Schweiz und bewirtete im Zunfthaus zur Schmiden in Zürich unter anderem Hans Albers, Thomas Mann und Erich Kästner.
An der SHL Schweizerischen Hotelfachschule Luzern war Schraemli Fachlehrer für Getränkekunde und Barbetriebslehre und veröffentlichte zahlreiche Fachbücher, darunter 1949 sein Hauptwerk Von Lukullus zu Escoffier und im gleichen Jahr Das grosse Lehrbuch der Bar. Seine schon 1949 über 2000 Bände umfassende gastronomische Bibliothek stand auch Gästen zur Weiterbildung offen.:112 Insgesamt verfasste Harry Schraemli über 50 Bücher, «von der Novelle über Reiseberichte und Fachbücher bis zum literarischen Werk». Ab 1929 publizierte er zudem Artikel in Fachzeitschriften, der NZZ und dem Tages-Anzeiger. Unter anderem schrieb er detailliert über den «perfekten Barbesuch» und Gastgeberqualitäten. Zu seinen Cocktail-Kreationen gehören «Indian Love Call» und «Roter Pfeil».
Schraemli wohnte mit seiner Frau Margrith (geb. Bühlmann) im nidwaldnerischen Hergiswil. Er war stets mit Krawatte, Gilet, Taschenuhr und Handschuhen gekleidet, fuhr ein amerikanisches Cabriolet und bestand darauf, von der amerikanischen Kultur geprägt, selbst kürzeste Distanzen mit dem Auto zu fahren.
In späteren Jahren bereiste er als UNO-Experte für Hotellerie und Gastronomie die Welt und baute das Schweizerische Gastronomie-Museum in Thun mit auf, wo ihm ein kleiner Erker gewidmet ist.
In der Todesanzeige der Familie wird Schraemli als «Gastronomischer Schriftsteller» bezeichnet; er sei nach «schwerem, tapfer ertragenen Leiden» erlöst worden.

## Veröffentlichungen (Auswahl)
- Die Bar-Kontrolle. 1941.
- Alkoholfreie Erfrischungs-Getränke, 1941.
- Zweitausend Jahre gastronomische Literatur, 1942.
- Bibliothek der modernen Hausfrau / Bd. 2. Frohes Kochen. 1947.
- Von Lucullus zu Escoffier. Interverlag, Zürich 1949.
- Das grosse Lehrbuch der Bar, Fachbücherverlag der Union Helvetia Luzern, 1949.
- Lehrbuch für alkoholfreie Gaststätten. Fachbücherverlag der Union Helvetia, Luzern 1952.
- Bibliophile Köstlichkeiten der Gastronomie. Schloss Jegenstorf, Bern 1952.
- Kanada-Reinette ... etwas für Feinschmecker. Propagandastelle für Erzeugnisse der Walliser Landwirtschaft, Sitten 1955.
- Hi, USA! oder Wie man einem Hirtenknaben das Staunen abgewöhnte. Hotel-Restaurant "Dubeli", Luzern 1957.
- Der Meistermixer. Union Helvetia, Luzern 1958.
- Der Koch als Fackelträger der Kultur. Fachbücherverlag der Union Helvetia, Luzern 1959.
- Bibliothek der modernen Hausfrau, Band III Amateur-Mixen, 1960.
- Vom Werden einer Sammlung. Schweizerisches Gutenbergmuseum, Bern 1963.
- Der Meistermixer. Ein Taschenlexikon für Berufsmixer und deren Mitarbeiter mit 1200 delikaten Rezepten, 1964.
- Manuel du bar. Union Helvétia, Luzern 1965.
- Mit David Daiches: Scotch Whisky, 1971.
- Dictionnaire gastronomique. Editions Union Helvetia, Luzern 1973.
- Historia de la gastronomía, 1982.
- Von den Pyramiden zum Dach der Welt. Gastropress-Verlag, Hergiswil 1983.